# Tremblers and Goggles by Rank
Tremblers and Goggles by Rank is het 36e studioalbum van de Amerikaanse indierockband Guided by Voices. Het album werd uitgebracht op 1 juli 2022 en was het tweede album van de band in 2022. Travis Harrison verzorgde de productie.

## Ontvangst
Het album werd gewaardeerd om de muzikale richting die de band insloeg. Vier van de tien nummers duren langer dan vier minuten, wat ongewoon is voor Guided by Voices dat bekend staat om de juist korte nummers. Ook vielen de wijzigingen in tempo en het uiteenlopende gebruik van de instrumenten in positieve zin op. Volgens Mark Deming van AllMusic maakte frontman Robert Pollard er nooit een geheim van dat hij een liefde heeft voor vroege progressieve rock maar had hij sinds de tweede heroprichting in 2016 een band die deze sound waar kon maken. Phil Mongredien van The Guardian merkte op dat het album "a tendency for longer, more discursive songs" heeft met "unpredictable twists and turns interspersed with lyrical non sequiturs" en "a wealth of gorgeous hooks". Jay Honeycomb van PopMatters noemde het album de "provocative cousin" van de naar powerpop neigende voorganger Crystal Nuns Cathedral (2022).

## Nummers
| Nr. | Titel                                                                                             | Duur |
| --- | ------------------------------------------------------------------------------------------------- | ---- |
| 1.  | Lizard On The Red Brick Wall                                                                      | 4:39 |
| 2.  | Alex Bell                                                                                         | 5:03 |
| 3.  | Unproductive Funk                                                                                 | 3:28 |
| 4.  | Roosevelt's Marching Band                                                                         | 4:10 |
| 5.  | Goggles by Rank                                                                                   | 2:48 |
| 6.  | Cartoon Fashion (Bongo Lake): All Sick Again Bongo Lake Letter Man, Better Man Bring on the Frobs | 2:56 |
| 7.  | Boomerang                                                                                         | 1:54 |
| 8.  | Focus on the Flock                                                                                | 3:13 |
| 9.  | Puzzle Two                                                                                        | 2:58 |
| 10. | Who Wants to Go Hunting?                                                                          | 6:17 |

## Bezetting
- Robert Pollard, zang
- Doug Gillard, gitaar
- Bobby Bare jr., gitaar
- Mark Shue, bas
- Kevin March, drums